# Ousse-Suzan
Ousse-Suzan är en kommun i departementet Landes i regionen Nouvelle-Aquitaine i sydvästra Frankrike. Kommunen ligger i kantonen Morcenx som tillhör arrondissementet Mont-de-Marsan. År 2022 hade Ousse-Suzan 285 invånare.

## Befolkningsutveckling
Antalet invånare i kommunen Ousse-Suzan
Referens:INSEE